# Joaquim Hudson de Souza Ribeiro
Joaquim Hudson de Souza Ribeiro (ur. 31 sierpnia 1973 w Parintins) – brazylijski duchowny katolicki, biskup pomocniczy Manaus od 2024. 

## Życiorys
Święcenia kapłańskie przyjął 12 października 1999 i został inkardynowany do archidiecezji Manaus. Pracował przede wszystkim jako duszpasterz parafialny oraz jako koordynator w kilku archidiecezjalnych komisjach. Od 2017 jest proboszczem parafii katedralnej, a od 2022 dyrektorem Katolickiego Kolegium Amazońskiego.
8 listopada 2023 papież Franciszek mianował go biskupem pomocniczym archidiecezji Manaus oraz biskupem tytularnym Macri.
2 lutego 2024 przyjął święcenia biskupie w Sanktuarium św. Józefa Robotnika w Manaus.Udzielił mu ich kardynał Leonardo Ulrich Steiner, arcybiskup Manaus. 